# Krystian Walot
Krystian Walot (* 5. května 1956 Bytom) je bývalý polský fotbalista, obránce.

## Fotbalová kariéra
V polské nejvyšší soutěži hrál za Ruch Chorzów, nastoupil ve 246 ligových utkáních, dal 9 gólů a v roce 1979 získal s týmem Ruch Chorzów mistrovský titul. V Poháru mistrů evropských zemí nastoupil ve 2 utkáních. Za polskou reprezentaci nastoupil v roce 1981 v přátelském utkání v Portugalsku. 

## Ligová bilance
| Ročník                   | Zápasy | Góly | Klub         |
| ------------------------ | ------ | ---- | ------------ |
| 1. polská liga 1977/1978 | 19     | 1    | Ruch Chorzów |
| 1. polská liga 1978/1979 | 18     | 0    | Ruch Chorzów |
| 1. polská liga 1979/1980 | 30     | 1    | Ruch Chorzów |
| 1. polská liga 1980/1981 | 29     | 1    | Ruch Chorzów |
| 1. polská liga 1981/1982 | 23     | 0    | Ruch Chorzów |
| 1. polská liga 1982/1983 | 30     | 1    | Ruch Chorzów |
| 1. polská liga 1983/1984 | 27     | 2    | Ruch Chorzów |
| 1. polská liga 1984/1985 | 25     | 2    | Ruch Chorzów |
| 1. polská liga 1985/1986 | 21     | 1    | Ruch Chorzów |
| 1. polská liga 1986/1987 | 24     | 0    | Ruch Chorzów |
| CELKEM 1. polská liga    | 246    | 9    |              |